# Зелене (Роменський район)
Зеле́не — село в Україні, у Роменському районі Сумської області. Населення становить 318 осіб. Входить до складу Недригайлівської селищної громади.

## Географія
Село Зелене знаходиться на березі пересихаючого безіменного струмка, який через 7 км впадає в річку Терн. Примикає до села Дараганове. Поруч проходить автомобільна дорога Т 1904.

## Історія
Село постраждало внаслідок геноциду українського народу, проведеного урядом СРСР в 1932—1933 роках — за свідченнями очевидців, вимерла третина дітей.
До 2016 року орган місцевого самоврядування — Іваницька сільська рада.
12 червня 2020 року, відповідно до розпорядження Кабінету Міністрів України № 723-р «Про визначення адміністративних центрів та затвердження територій територіальних громад Сумської області», село увійшло до складу Недригайлівської селищної громади.
19 липня 2020 року, в результаті адміністративно-територіальної реформи та ліквідації Недригайлівського району, село увійшло до складу новоутвореного  Роменського району.

## Населення

### Мова
Розподіл населення за рідною мовою за даними перепису 2001 року:
| Мова       | Кількість | Відсоток |
| ---------- | --------- | -------- |
| українська | 310       | 97.48%   |
| російська  | 8         | 2.52%    |
| Усього     | 318       | 100%     |